# Тардош, Эва
Эва Тардош (венг. Tardos Éva; род. 1 октября 1957, Будапешт) — венгерско-американский математик. 

## Биография
Профессор Корнеллского университета, заведующий кафедры информатики, член Национальной академии наук США (2013) и Американского философского общества (2020). Она написала более полутора сотен научных статей, довела до защиты более дюжины аспирантов и на 2016 год имеет индекс Хирша равный 58. Её самые широко цитируемые работы посвящены общему проектированию алгоритмов (переведённый на многие языки учебник), решениям задач максимизации распространения влияния в социальной сети и оценке того, как влияет на работу сети эгоистическая маршрутизация.
В Будапештском университете имени Лоранда Этвёша защитила диплом математика в 1981 году и кандидатскую диссертацию в 1984 году. Её руководителем стал Андраш Франк, в сотрудничестве с которым она разработала метод преобразования некоторых полиномиальных алгоритмов в строго полиномиальные. Её дальнейшая карьера внесла существенный вклад в анализ алгоритмов, задачи комбинаторной оптимизации, алгоритмическую теорию игр и была отмечена целым рядом премий и грантов. Самыми значимыми из них можно назвать Премию Фалкерсона (1988), Премию Дж. Данцига (2006), Премию А. ван Вейнгаардена (2011), Премию Гёделя (2012), Премию EATCS (2017), Медаль Джона фон Неймана (2019), Премию Кнута (2023). Почётный член («фелло») Ассоциации вычислительной техники (1998) и Американского математического общества (2013).
Габор Тардош, младший брат Эвы, и Дэвид Шмойс, её муж, — тоже математики, работающие в очень близких к ней областях.